# Sonatae violono solo
Les Sonatæ violono solo sont un recueil de huit sonates pour violon seul et continuo d'Heinrich Ignaz Franz Biber gravées à Salzbourg et publiées à Nuremberg en 1681. Le cycle porte les numéros C 138 à 145 dans le catalogue de ses œuvres.
L'édition imprimée porte la dédicace à l'archevêque Maximilien Gandolph, employeur de Biber à Salzbourg.

## Structure
1. Sonata I (la majeur)
  - [Præludium] - Presto
  - Variation - Finale
2. Sonata II (ré majeur)
  - [Praeludium]
  - Aria e Variatio - Finale
3. Sonata III (fa majeur)
  - [Præludium] - Aria e Variatio
  - Variatio
4. Sonata IV (ré majeur)
  - [Sonata] - Gigue
  - Adagio - Aria e Variatio - Finale
5. Sonata V (mi mineur)
  - [Præludium]
  - Variatio - Presto
  - Aria e variation
6. Sonata VI  (ut mineur)
  - Passacagli
  - Gavotte - [Finale]
7. Sonata VII (sol majeur)
  - [Sonata] - Aria
  - Adagio - Ciacona
8. Sonata VIII (la majeur)
  - À Violino Solo : [Sonata] - Aria - Sarabanda
  - Allegro - [Gigue]

## Analyse
En 1977, le musicologue Antoine Goléa rappelle les objectifs de la sonate pour violon dans la musique baroque : 

« Qu'on ne s'y trompe pas : même dans les tentatives, parfois géniales, faites pour hisser le violon au rang d'instrument polyphonique, comme dans la musique allemande pour violon de Biber à Bach, c'est la mélodie qui occupe le premier rang. Le jeu polyphonique de l'instrument soliste n'est qu'une immense ornementation sonore de l'expression mélodique, qui reste l'essentiel. »

### Éditions
- 1681 : éd. Thomas Georg Höger, Salzbourg
- 1898 : éd. de Guido Adler, dans Denkmäler der Tonkunst in Österreich, vol. 11.

### Ouvrages généraux
- Antoine Goléa, La musique, de la nuit des temps aux aurores nouvelles, Paris, Alphonse Leduc et Cie, 1977, 954 p. (ISBN 2-85689-001-6).

## Discographie
- Sonatæ Violino Solo (1681) - Marianne Rônez, violon ; Affetti Musicali : Arno Jochem, viole de gambe ; Paolo Cherici, luth ; Ernst Kubitscheck, clavecin et orgue (1993-1994, 2CD Cavalli Records CCD 210) (OCLC 725731952)
- Sonates (1681), Passacaille pour violon seul, Passacaille pour luth - Andrew Manze, violon ; Ens. Romanesca : Nigel North, luth et théorbe ; John Toll, clavecin et orgue (15-18 septembre 1993/8-11 janvier 1994, 2CD Harmonia Mundi HMU 907134.35 / HMG 507344.45)[2] (OCLC 31812721 et 659227364), (Fiche sur medieval.org)
- Sonatæ Violino Solo (1681) - Ars Antiqua Austria, dir. Gunar Letzbor et violon (juin 1994, 2CD Symphonia 94D28) (OCLC 34823204), (Fiche sur medieval.org)
- Sonatæ Violino Solo (1681) (nos 1-3, 5-6 et VIII) - Carol Liebermann, violon ; Mark Kroll, clavecin ; Alice Robbins, viole de gambe (7-8 août 1998, Centaur CRC2463) (OCLC 811455023)
- Sonatæ Violino Solo (1681) (nos 2, 3, 5 et 7) ; Nisi Dominus ; Passacaglia - Monica Huggett, violon ; Sonnerie : Emilia Benjamin, viole de gambe ; Gary Cooper, clavecin et orgue ; Elizabeth Kenny, théorbe et guitare (29-30 août 1999/28-30 août 2000, ASV Gaudeamus CDGAU 203) (OCLC 47998458)
- Unam ceylum (Sonatæ Violino Solo nos 3, 4, 6 et 7) - John Holloway, violon ; Aloysia Assenbaum, orgue ; Lars Ulrik Mortensen, clavecin (2002, ECM 472 084-2) (OCLC 163389195)
- Der Turken Anmarsch (Sonatæ Violino Solo nos 1, 2, 5 et 8) - John Holloway, violon ; Aloysia Assenbaum, orgue ; Lars Ulrik Mortensen, clavecin (juillet 2002, ECM 472 432-2)[3] (OCLC 57419843)